# Persatuan Bolasepak Selangor
Il Persatuan Bolasepak Selangor è una società calcistica malaysiana della città di Shah Alam, capitale dello stato di Selangor. Fondato il 22 febbraio 1936, il club milita nella Liga Super, la massima serie del campionato malaysiano di calcio.
Disputa le partite casalinghe allo stadio Petaling Jaya a causa dell'indisponibilità dello stadio Shah Alam, chiuso temporaneamente per subire importanti lavori di ristrutturazione e ricostruzione.
Tra i club più sostenuti del paese in termini di tifosi, il Selangor è il club di maggior successo in Malaysia in termini di trofei complessivamente vinti, che ammontano a 61. A livello nazionale vanta la vittoria di totale 6 campionati malaysiani, 7 Coppe della Federazione (FAM), 33 Coppe della Malaysia, 5 Coppa della Federazione (FA) e 8 Supercoppe di Malaysia, oltre a 2 campionati malaysiani di seconda divisione, mentre a livello continentale è stato finalista del campionato d'Asia per club nel 1967. 

## Palmarès

### Competizioni nazionali
- Campionato malaysiano: 6

1984, 1989, 1990, 2000, 2009, 2010
- Campionato malaysiano di seconda divisione: 2

1993, 2005
- Coppa della Federazione (FAM): 7

1953, 1960, 1961, 1962, 1966, 1968, 1972
- Coppa della Malaysia: 33

1922, 1927, 1928, 1929, 1935, 1936, 1938, 1949, 1956, 1959, 1961, 1962, 1963, 1966, 1968, 1969, 1971, 1972, 1973, 1975, 1976, 1978, 1979, 1981, 1982, 1984, 1986, 1995, 1996, 1997, 2002, 2005, 2015
- Coppa della Federazione (FA): 5

1991, 1997, 2001, 2005, 2009
- Supercoppa di Malaysia: 8

1985, 1987, 1990, 1996, 1997, 2002, 2009, 2010

### Altri piazzamenti
- Malaysia Super League:

Secondo posto: 2013, 2014, 2015, 2024-2025
Terzo posto: 2012, 2019
- Coppa della Malaysia:

Finalista: 1921, 1924, 1925, 1930, 1932, 1933, 1937, 1939, 1948, 1957, 1965, 1980, 1983, 1991, 2016, 2022
- AFC Champions League:

Finalista: 1967

## Organico

### Rosa 2019
Aggiornata al 4 maggio 2019.
| N. |                      | Ruolo | Calciatore         |
| -- | -------------------- | ----- | ------------------ |
| 1  | Malaysia (bandiera)  | P     | Khairul Azhan      |
| 2  | Malaysia (bandiera)  | D     | A. Namathevan      |
| 3  | Malaysia (bandiera)  | D     | Fandi Othman       |
| 4  | Malaysia (bandiera)  | D     | Ashmawi Yakin      |
| 5  | Australia (bandiera) | D     | Taylor Regan       |
| 6  | Malaysia (bandiera)  | C     | K. Sarkunan        |
| 7  | Malaysia (bandiera)  | A     | Sean Selvaraj      |
| 8  | Malaysia (bandiera)  | C     | Khyril Muhymeen    |
| 9  | Brasile (bandiera)   | A     | Sandro             |
| 10 | Spagna (bandiera)    | A     | Rufino             |
| 11 | Malaysia (bandiera)  | C     | Wan Zack Haikal    |
| 12 | Nigeria (bandiera)   | A     | Ifedayo Olusegun   |
| 13 | Malaysia (bandiera)  | D     | Latiff Suhaimi     |
| 14 | Brasile (bandiera)   | A     | Endrick dos Santos |

| N. |                     | Ruolo | Calciatore             |
| -- | ------------------- | ----- | ---------------------- |
| 15 | Malaysia (bandiera) | C     | Faiz Nasir             |
| 16 | Malaysia (bandiera) | C     | Nurridzuan Abu Hassan  |
| 17 | Malaysia (bandiera) | A     | Amri Yahyah (capitano) |
| 18 | Malaysia (bandiera) | C     | Halim Saari            |
| 19 | Malaysia (bandiera) | D     | K. Prabakaran          |
| 20 | Malaysia (bandiera) | C     | Syahmi Safari          |
| 21 | Malaysia (bandiera) | C     | Norhakim Isa           |
| 22 | Malaysia (bandiera) | C     | Syazwan Zainon         |
| 23 | Malaysia (bandiera) | P     | Haziq Ridwan           |
| 24 | Malaysia (bandiera) | D     | Syukri Azman           |
| 25 | Malaysia (bandiera) | D     | Azreen Zulkafali       |
| 26 | Vietnam (bandiera)  | D     | Michal Nguyễn          |
| 30 | Malaysia (bandiera) | P     | Farizal Harun          |